# دوروثي رايت نيلسون
دوروثي رايت نيلسون (بالإنجليزية: Dorothy Wright Nelson) هي قاضية أمريكية، ولدت في 20 سبتمبر 1928 في سان بدروس ‏ في الولايات المتحدة.